# Sphenomorphus latifasciatus
Espèce
Synonymes
- Lygosoma latifasciatua Meyer, 1874
- Lygosoma tornieri Vogt, 1911
- Sphenomorphus tornieri (Vogt, 1911)
- Lygosoma tigrina Lidth De Jeude, 1897
- Lygosoma jeudei Boulenger, 1914
- Sphenomorphus jeudei (Boulenger, 1914)

Sphenomorphus latifasciatus est une espèce de sauriens de la famille des Scincidae.

## Répartition
Cette espèce est endémique de Nouvelle-Guinée.

## Taxinomie
L'espèce Sphenomorphus jeudei a été placée en synonymie.

## Publication originale
- Meyer, 1874 : über die von ihm auf Neu-Guinea und den. Inseln Jobi, Mysore und Mafoor im Jahre 1873 gesammelten Amphibien.Monatsberichte der Königlichen Preußischen Akademie der Wissenschaften zu Berlin, vol. 1874, p. 128-140 (texte intégral).